# Prime Evil (EP)
Prime Evil – piąty minialbum formacji PIG, wydany 22 stycznia 1997 roku przez Victor Entertainment, ekskluzywnie na terenie Japonii.

## Lista utworów
1. "Prime Evil" – 6:41
2. "Wrecked" (Ken Ishii Remix) – 6:38
3. "War Pigs" (cover Black Sabbath) – 6:25
4. "Everything" (PIG Remix) – 4:29
5. "The Keeper of the Margarita" – 6:07
6. "Save Me" (Locust Remix) – 4:58
7. "Silt" (Euphonic Remix) – 6:41